# كلير لوروا
كلير لوروا (بالفرنسية: Claire Leroy)‏ هي متسابقة يخت فرنسية، ولدت في 9 مارس 1980 في نانت في فرنسا.

## وصلات خارجية
- كلير لوروا على موقع الاتحاد الدولي للملاحة الشراعية (موقع جديد) (الإنجليزية)
- كلير لوروا على موقع الاتحاد الدولي للملاحة الشراعية (موقع قديم) (الإنجليزية)
- كلير لوروا على موقع اللجنة الأولمبية الدولية (الإنجليزية)
- كلير لوروا على موقع أوليمبيديا (الإنجليزية)
- كلير لوروا على موقع اللجنة الأولمبية الفرنسية (مؤرشف) (الفرنسية)